# Dolomedes schauinslandi
Dolomedes schauinslandi là một loài nhện trong họ Pisauridae.
Loài này thuộc chi Dolomedes. Dolomedes schauinslandi được Eugène Simon miêu tả năm 1899.
Loài nhện này chỉ sinh sống trên Rangatira, Houruakopara và đảo Mangere ở các đảo Chatham, New Zealand. Loài này là một trong các loài nhện hiếm nhất và lớn nhất của New Zealand.

## Mô tả
Loài nhện Dolomedes lớn này đã được mô tả lần đầu bởi Eugène Simon vào năm 1899 là "một trong những loài nhện lớn và mạnh mẽ nhất trong chi Dolomedes". Nhện đực và nhện cái khác nhau bề ngoài với nhện đực dài từ 18,6–26,0 milimét (0,73–1,02 in) còn nhện cái dài từ 23,3–30,2 milimét (0,92–1,19 in). Cả hai con đực và con cái đều lớn hơn đáng kể so với các loài 'Dolomedes' khác của New Zealand. Đuôi và chân có màu nâu đỏ với sọc màu cam ở giữa và hai bên của vùng bụng.

## Sinh thái
D. schauinslandi hoạt động về đêm trong rừng và các nơi cư trú cây bụi, nơi nó ăn vào Weta. Các loài săn bắt loài nhện này nó có thể bao gồm chuột và chim Weka, có thể giải thích sự vắng mặt của loài này ở đảo Pitt, nơi loài này đã được mô tả là phổ biến trong mô tả loài bản gốc. Người ta chưa quan sát hành vi giao phối, nhưng nhện cái mang trứng ở túi trên bụng vào tháng 11 và tháng 12 và trứng nở từ tháng 12 đến tháng 1.